# Все псы попадают в рай 2
«Все псы попадают в рай 2» (англ. All Dogs Go To Heaven 2) — американский мультфильм 1996 года, продолжение мультфильма «Все псы попадают в рай» Дона Блута.

## Сюжет
В первой сцене Карфейс делает звонок неизвестному в телефонной будке. Бульдог говорит своему боссу, что им «надлежит идти на дело, согласно договору», но ответчик в ярости от нетерпения завершает разговор, раскалив трубку докрасна…
После событий первого фильма прошло почти 60 лет(Точнее 57 лет). Чарли Баркин и его вышеупомянутый старый враг Карфейс давно находятся в Раю; второму за якобы хорошее поведение вручают бриллиантовый значок, оставляя шокированного Чарли с раскрытым ртом. В Рай прибывают новые собаки, среди которых друг главного героя — Чесун, умерший при удушении куриной ножкой. Такса счастлив, поскольку, теперь он может летать, вместо того, чтобы ходить на коротких лапах и блохи больше не беспокоют. Но Чарли в песне показывает, как ему надоела райская жизнь и своё желание вернуться на Землю.
Незаметно для других ангелов, Карфейс при помощи недавно полученного значка крадёт горн Гавриила, способного открывать врата Рая. Во время побега на Землю, по неосторожности Карфейса, горн падает в центр Сан-Франциско. Чарли вызывается добровольцем по возвращению реликвии, видя в этом отличный шанс попасть на Землю. Верховный ангел Анабелль даёт Баркину волшебное чудо и отправляет с ним Чесуна, в качестве напарника. На Земле герои забредают в собачье кафе «Укус блохи» и понимают, что они всё ещё призраки. Настроение Чарли поднимает певица кафе, ирландский сеттер Саша ля Флёр, в которую овчар безумно влюбляется.
Вскоре, они натыкаются на Карфейса, использующего специальный магический ошейник для воздействия с физическим миром. Бульдог приводит дуэт к старому псу-магу Реду, который бесплатно даёт Чарли и Чесуну такие же ошейники, действие которых закончится к завтрашней полуночи. После их ухода Ред делится с Карфейсом планом соединения человеческого мира с Адом (именно для этого и нужен был горн Гавриила) и раскрывает свой истинный облик: красный кот-демон.
Закончив выступление, Саша собирает со стола еду. Чарли и Чесун возвращаются в «Укус блохи», где первый пытается флиртовать с новой знакомой, но в итоге Саша убегает. Чарли решает следовать за ней по пятам и вернуть забытую еду, за что Саша очень благодарна. Она показывает, что ухаживает за 8-летним Дэвидом и еда предназначалась для него. Дэвид сбежал из дома из-за своей мачехи, которая вовсе не зла на него и хочется называться мамой, против желания Дэвида. Теперь, живя в каморке, мальчик планирует стать уличным фокусником и принимает Чарли за своего ангела-хранителя. Саша обретает способность говорить по-человечески получив поцелуй от Чарли, использовавшего чудо Анабелль. Новые друзья идут на Изи-Стрит для демонстрации ловкости рук Дэвида.

## Основные персонажи
- Чарли Б. Баркин (англ. Charlie B. Barkin) — немецкая овчарка.
- Итчи Итчифорд (Чесун, Блоха) (англ. Itchy Itchiford) — такса; лучший друг Чарли.
- Саша Ла Флёр (англ. Sasha La Fleur) — ирландский красный сеттер. Певица из кафе «Укус блохи».
- Дэвид (англ. David) — восьмилетний мальчик, сбежавший из дома.
- Аннабель (англ. Annabelle) — уиппет; ангел из собачьего Рая.
- Карфэйс Карузерс (Тупорыл, Мордастый) (англ. Carface Carruthers) — бульдог.
- Рэд (англ. Red) — большой красный кот-демон. Главный злодей.

## Роли озвучивали
| Персонаж         | Исполнитель в оригинале        |
| ---------------- | ------------------------------ |
| Чарли Б. Баркин  | Чарли Шин/Джесси Корти (вокал) |
| Итчи Итчифорд    | Дом Делуиз                     |
| Саша Ля Флёр     | Шина Истон                     |
| Дэвид            | Адам Вайли                     |
| Аннабель         | Биби Нойвирт                   |
| Карфэйс Карузерс | Эрнест Боргнайн                |
| Рэд              | Джордж Хирн                    |

## Саундтрек
Авторы песен к мультфильму — Барри Манн (музыка) и Синтия Вайль (тексты). Остальное музыкальное сопровождение написано Марком Уоттерсом. Альбом с саундтреком вышел 30 января 1996 года.

### Список композиций
1. Main Title: Heavenly Ceremony (instrumental)
2. It’s Too Heavenly Here (Джесси Корти)
3. Count Me Out (Шина Истон)
4. My Afghan Hairless (Джим Каммингс)
5. It Feels So Good to Be Bad (Джордж Хирн и Эрнест Боргнайн)
6. On Easy Street (Джесси Корти, Адам Вайли и Дом Делуиз)
7. I Will Always Be With You (movie — Шина Истон и Джесси Корти)
8. Gabriel’s Horn/New Arrivals (instrumental)
9. Carface Steals the Horn/Charlie Volunteers (instrumental)
10. Police Chase (instrumental)
11. Red’s Transformation (instrumental)
12. We Meet David (instrumental)
13. Battle for Gabriel’s Horn (instrumental)
14. Family Reunion/It’s Too Heavenly Here (Reprise) (instrumental)
15. I Will Always Be With You (End Title — pop version — Хелен Дарлинг и Danny Frazier)

## Производство
Съёмки велись на дублинской студии Screen Animation Ireland Ltd. — бывшей Sullivan Bluth Studios, где были созданы первая часть «Всех псов» и многие другие мультфильмы Дона Блута.
Задние планы мультфильма создавались в Тайбэе.